# SV 01 Gotha
Der SV 01 Gotha ist ein ehemaliger deutscher Sportverein aus Gotha, der von 1901 bis 1945 existierte.

## Verein
Der SV 01 Gotha wurde im Jahr 1901 unter der Bezeichnung FC Gotha 01 gegründet. Ab 1911 vollzogen die Thüringer eine Umbenennung in SV Gotha 01.
Auf sportlicher Ebene qualifizierte sich der Club bis 1932 insgesamt fünfmal für die Endrunde des Verbandes Mitteldeutscher Ballspiel-Vereine, in der Gotha zweimal das Viertelfinale sowie einmal das Halbfinale erreichte. Unterlag der SV Gotha in den Spielzeiten 1912/13 sowie 1922/23 den klaren Favoriten des VfB Leipzig und Carl Zeiss Jena noch deutlich, konnte der eher namenlose Club in der Folgesaison überraschend den SC Erfurt bezwingen. Im Viertelfinale unterlag Gotha dem SC 06 Oberlind mit 1:3.
Größter Erfolg der Vereinsgeschichte ist das 1925 erreichte mitteldeutsche Halbfinale, in dem der Club nach Siegen über Wacker Nordhausen sowie der SpVgg. Erfurt erneut dem VfB Leipzig unterlag. Mit dem 1931 erfolgten Einsteigen der Gothaer Versicherung fungierte der Club bis 1945 als SV Arnoldi Gotha, eine Teilnahme an der neu gegründeten Gauliga Mitte gelang in der Folgezeit nicht mehr.
1945 wurde der Club aufgelöst, eine Neugründung analog zum Lokalrivalen Wacker Gotha wurde nicht vollzogen.

## Statistik
- Teilnahme Endrunde VMBV: 1912/13, 1922/23 bis 1924/25, 1927/28